# Asellus epimeralis
Asellus epimeralis és una espècie de crustaci isòpode pertanyent a la família dels asèl·lids.

## Hàbitat i distribució geogràfica
Es troba als substrats llimosos poc fondos del llac Bount (Sibèria oriental).